# High Newton Upper Reservoir
Das High Newton Upper Reservoir ist der nördliche der beiden auf den Ordnance Survey Karten gemeinsam als High Newton Reservoir bezeichneten Seen. Der See liegt nördlich von High Newton am nördlichen Ende des High Newton Fell im Lake District, Cumbria, England.
Der See hat keinen erkennbaren Zufluss und keinen erkennbaren Abfluss.